# Auvérnia-Ródano-Alpes
A região Auvérnia-Ródano-Alpes (Auvergne-Rhône-Alpes, em francês) é uma das 18 regiões administrativas francesas previstas pela reforma territorial de 2014. Corresponde à união de duas regiões: Auvérnia e Ródano-Alpes e se estenderá por 69.711 km² e contará com 7.695.264 habitantes (censo 2012).

## Toponímia
O nome "Auvérnia-Ródano-Alpes" é é justaposição dos nomes das duas regiões que a formarão, em ordem alfabética: Auvérnia + Auvérnia-Ródano-Alpes. Um novo nome deve ser escolhido por um Conselho de Estado, sob a proposta do Conselho regional da nova região fusionada até 1 de julho de 2016.
Jean-Jack Queyranne, presidente de Ródano-Alpes, propôs a sigla "AURA" (iniciais de AUvérnia-Ródano-Alpes) como nome da futura região, ideia que parece ser unânime entre os líderes regionais atuais. Segundo algumas consultas públicas on-line, os nomes "Ródano-Alpes-Auvérnia", "AURA" e "Alpes-Auvérnia" estão entre os favoritos pelos internautas.

## Geografia

### Situação
A região, de uma área de 69,711 km², é situada no centro-leste da França, é limítrofe com a Borgonha-Franco-Condado ao norte, o Centro-Vale do Loire ao noroeste, a Nova Aquitânia à oeste e a PACA ao sul. Ela também é limítrofe com a Itália e a Suíça.
Extremos regionais:
- Norte : Château-sur-Allier, Allier (46° 48' 15" N 2° 57' 35" E)
- Leste: Bonneval-sur-Arc, Savoie (45° 22' 19" N 7° 2' 49" E)
- Oeste: Siran, Cantal (44° 58' 36" N 2° 3' 46" E)

### Geologia
O subsolo da região conta com inúmeras bacias de hidrocarbonetos francesas, a maior parte na região de Loire.

### Topografia
A região se localiza no massivo central, à oeste dos Alpes.

## Eixos de comunicação e transporte

### Linhas férreas
A região é atravessada por linhas de TGV de grande velocidade e as regionais TER.

### Estradas
Auvérnia-Ródano-Alpes é uma região com uma densa malha rodoviária, sobretudo ao redor de Lyon e dos Alpes. Ela é ligada ao sul pela A7. Lyon é um entroncamento de vias entre o norte e sul do país, no meio do caminha da rodovia "Rota do Sol", que liga Paris à Marselha. É nesta região que se encontra o túnel do Monte Branco. Mais à oeste, Clermont-Ferrand é o encontro de rodas que vem de Bordéus.

## Administração

### Divisões administrativas
- Área: 69 711 km²
- População: 7 695 264 habitantes (em 2012)[3]
- Prefeitura regional: Lyon
- Prefeituras: Bourg-en-Bresse, Moulins, Privas, Aurillac, Valence, Grenoble, Saint-Étienne, Le Puy-en-Velay, Clermont-Ferrand, Chambéry, Annecy
- Densidade: 110 hab/km² (em 2012)

| Departamento ou metrópole | Departamento ou metrópole | Brasão ou logo | Área      | População (em 2012) | Prefeitura       | Sub-Prefeitura                                          | Densidade      |
| ------------------------- | ------------------------- | -------------- | --------- | ------------------- | ---------------- | ------------------------------------------------------- | -------------- |
| 01                        | Ain                       |                | 5 762 km² | 612 191             | Bourg-en-Bresse  | Belley, Gex e Nantua                                    | 106 hab./km²   |
| 03                        | Allier                    |                | 7 340 km² | 342 911             | Moulins          | Montluçon e Vichy                                       | 47 hab./km²    |
| 07                        | Ardèche                   |                | 5 529 km² | 318 407             | Privas           | Largentière e Tournon-sur-Rhône                         | 58 hab./km²    |
| 15                        | Cantal                    |                | 5 726 km² | 147 415             | Aurillac         | Mauriac e Saint-Flour                                   | 26 hab./km²    |
| 26                        | Drôme                     |                | 6 530 km² | 491 334             | Valence          | Die e Nyons                                             | 75 hab./km²    |
| 38                        | Isère                     |                | 7 431 km² | 1 224 993           | Grenoble         | La Tour-du-Pin e Vienne                                 | 165 hab./km²   |
| 42                        | Loire                     |                | 4 781 km² | 753 763             | Saint-Étienne    | Montbrison e Roanne                                     | 158 hab./km²   |
| 43                        | Alto Loire                |                | 4 977 km² | 225 686             | Le Puy-en-Velay  | Brioude e Yssingeaux                                    | 45 hab./km²    |
| 63                        | Puy-de-Dôme               |                | 7 970 km² | 638 092             | Clermont-Ferrand | Ambert, Issoire, Riom e Thiers                          | 80 hab./km²    |
| 69D                       | Rhône                     |                | 2 715 km² | 438 229             | Lyon             | Villefranche-sur-Saône                                  | 161 hab./km²   |
| 69M                       | Métropole de Lyon         |                | 534 km²   | 1 324 637           | Lyon             | Lyon                                                    | 2 481 hab./km² |
| 73                        | Savoie                    |                | 6 028 km² | 421 105             | Chambéry         | Albertville e Saint-Jean-de-Maurienne                   | 70 hab./km²    |
| 74                        | Haute-Savoie              |                | 4 388 km² | 756 501             | Annecy           | Bonneville, Saint-Julien-en-Genevois e Thonon-les-Bains | 172 hab./km²   |

## Demografia

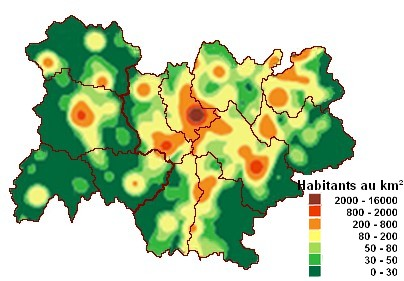
Densidade populacional da região Auvérnia-Ródano-Alpes em 2006

Com 7 695 264 habitantes, a nova região se classifica em segundo lugar entre as regiões francesas em população e também em número de empregados. Sua densidade populacional de 109 hab/km² é próxima a média nacional francesa, mas com crescimento superior.
Lista das regiões metropolitanas com mais de 50 000 habitantes (população em 1º janeiro de 2012)
| Cidade central                      | Região metropolitana 2012 (habitantes) | Pólo urbano 2012 (habitantes) |
| ----------------------------------- | -------------------------------------- | ----------------------------- |
| Lyon                                | 2 214 068                              | 1 584 738                     |
| Grenoble                            | 679 863                                | 504 734                       |
| Saint-Étienne                       | 512 830                                | 371 937                       |
| Clermont-Ferrand                    | 469 922                                | 262 911                       |
| Genève - Annemasse (parte francesa) | 292 180                                | 165 963                       |

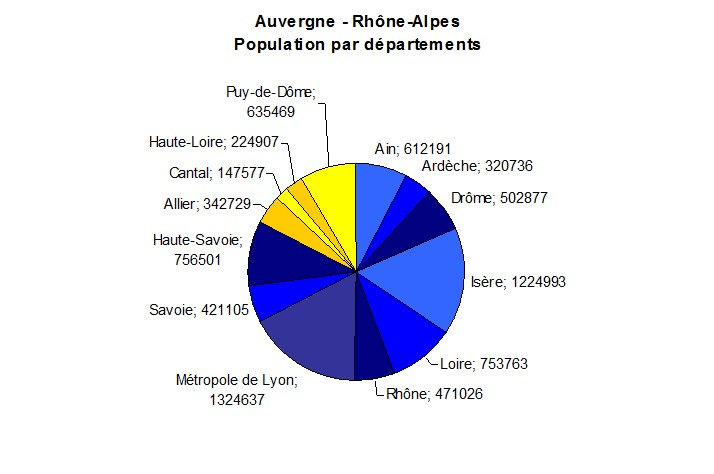
População por departamento na região Auvérnia-Ródano-Alpes em 2012 (em azul, os departamentos de Ródano-Alpes; em amarelo e laranja, os departamentos de Auvérnia)

| Annecy                              | 221 111                                | 159 961                       |
| Chambéry                            | 217 356                                | 181 951                       |
| Valence                             | 175 636                                | 127 537                       |
| Bourg-en-Bresse                     | 122 806                                | 58 818                        |
| Vienne                              | 112 334                                | 93 259                        |
| Roanne                              | 107 209                                | 80 217                        |
| Cluses                              | 90 872                                 | 85 708                        |
| Thonon-les-Bains                    | 88 865                                 | 73 634                        |
| Vichy                               | 84 153                                 | 65 931                        |
| Montluçon                           | 79 313                                 | 57 545                        |
| Montélimar                          | 74 692                                 | 52 644                        |
| Le Puy-en-Velay                     | 74 519                                 | 38 115                        |
| Romans-sur-Isère                    | 73 161                                 | 56 104                        |
| Aurillac                            | 64 991                                 | 33 266                        |
| Moulins                             | 61 346                                 | 37 282                        |
| Aubenas                             | 59 089                                 | 39 993                        |

## Cultura

### Idiomas
O francês é o idioma principal da população da região. Existe ainda mais três idiomas regionais:
- A língua occitana é uma variedade falada em alguns lugares da Auvérnia. Uma deliberação regional prevê desenvolver este idioma na região através da mídia, turismo e educação.[10]
- A língua de oïl, se fala em 2 terços do norte do departamento de Allier.
- O franco-provençal[11] é falado principalmente em Saboia.

## Esporte
Os maiores times de futebol da região são:
- Ligue 1: ASSE, Olympique Lyonnais
- Ligue 2: Clermont Foot 63, Grenoble Foot 38

No rugby, a região conta com inúmero times de alto nível, sendo os mais importantes:
- Top 14: ASM Clermont Auvergne, Lyon OU
- Pro D2: Aurillac, FC Grenoble, US Oyonnax

Esportes de inverno: a região de Ródano-Alpes é uma das maiores na prática de esqui, pela proximidade de grandes montanha na região dos Alpes.
Ela já recebeu très edições dos Jogos Olímpicos de Inverno:
- Em Chamonix em 1924,
- Em Grenoble em 1968,
- Em Albertville em 1992.

A região foi candidata a receber os Jogos Olímpicos de Inverno de 2018, em Annecy, mas foi eliminada na fase final de votação.